# Virovo
Virovo (en serbe cyrillique : Вирово) est un village de Serbie situé dans la municipalité d'Arilje, district de Zlatibor. Au recensement de 2011, il comptait 552 habitants.

## Démographie
| 1948 | 1953 | 1961 | 1971 | 1981 | 1991 | 2002 | 2011 |
| ---- | ---- | ---- | ---- | ---- | ---- | ---- | ---- |
| 840  | 840  | 774  | 690  | 679  | 615  | 586  | 552  |

|  |